# Transat Inglesa
A Transat Inglesa ou Ostar (Observer Singlehanded Transatlantic Race) é uma regata em solitário (para todo o tipo de cascos) que atravessa o oceano Atlântico de Inglaterra para aos EUA em condições muito adversas devido aos ventos predominantes de Oeste.

## História
É uma regata transatlântica concebida em 1956 por um veterano da segunda guerra mundial -  Herbert George Hasler - apoiado pelo jornal The Observer. A prova tem lugar de quatro em quatro anos desde 1960, pelo que é uma das mais antigas e demorou nesse primeiro ano 40 dias (Francis Chichester). Na segunda edição participaram 11 barcos (na primeira foram apenas 5) dos quais 2 deles eram catamarans e Éric Tabarly no Pen Duick II diminuiu o tempo para 27 dias. Nas próximas edições progressivamente os multicascos tornaram-se hegemónicos e Loïck Peyron é prova disso com as suas já 3 vitórias.
O nome deste evento náutico mudou várias vezes devido a mudanças do patrocinador principal : já foi conhecido como o CSTAR, Europe 1 STAR  e Europe 1 New Man STAR. 

## Percurso
Esta prova tem uma distância de cerca de 3.000 milhas náuticas (5.600 km). 
O porto de destino tem mudado ao longo dos anos :  a primeira edição da corrida foi de Plymouth no Reino Unido até a cidade de Nova York. Entretanto já foram usados outros locais tais como Newport , Rhode Island e Boston. 
A edição de 2016 voltou a Nova York.
O trajecto usado durante a prova é de importância capital e é decisão do Skipper .

## Ligações Externas
- «Sítio oficial» (em inglês)